# Child Is Father to the Man
Child Is Father to the Man är ett musikalbum av Blood, Sweat & Tears. Albumet utgavs i februari år 1968 och var gruppens debutalbum. Inspelningarna skedde november och december 1967. Albumet nådde plats #47 på Billboards albumlista och #40 på brittiska albumlistan. Eftersom Al Kooper, och därmed hans komplexa musikaliska idéer, lämnade gruppen efter detta album kom de efterföljande albumen att bli mer konventionellt och kommersiellt gångbara musikaliskt. 

## Låtlista
1. "Overture" (Al Kooper) - 1:32
2. "I Love You More Than You'll Ever Know" (Al Kooper) - 5:57
3. "Morning Glory" (Larry Beckett/Tim Buckley) - 4:16
4. "My Days Are Numbered" (Al Kooper) - 3:19
5. "Without Her" (Harry Nilsson) - 2:41
6. "Just One Smile" (Randy Newman) - 4:38
7. "I Can't Quit Her" (Al Kooper/Irwin Levine) - 3:38
8. "Meagan's Gypsy Eyes" (Steve Katz) - 3:24
9. "Somethin' Goin' On" (Al Kooper) - 8:00
10. "House in the Country" (Al Kooper) - 3:04
11. "The Modern Adventures of Plato, Diogenes and Freud" (Al Kooper) - 4:12
12. "So Much Love/Underture" (Gerry Goffin/Carole King) - 4:47